# Sint-Thomaskerk (Berlijn)
De protestantse Sint-Thomaskerk (Duits: St. Thomas-Kirche) is een laat-classicistisch kerkgebouw in het centrum van Berlijn. Ten tijde van de bouw was de kerk met 3.000 plaatsen het grootste sacrale bouwwerk van Berlijn en was de congregatie met circa 150.000 leden een van de grootste christelijke congregaties ter wereld.
Het gebouw heeft de vorm van een latijns kruis. Boven de viering verheft zich een 56 meter hoge koepel, in de richting van het Mariannenplatz bevinden zich twee 48 meter hoge torens. De naam van de kerk heeft betrekking op de apostel Thomas.

## Geschiedenis
De Thomaskerk werd in opdracht van het Berlijnse stadsbestuur tussen 1865 en 1869 gebouwd door de architect Friedrich Adler. De architect werd met de bouw van deze kerk bekend in heel Duitsland.
Tijdens de Tweede Wereldoorlog werd de kerk gedeeltelijk verwoest; het interieur van de kerk ging daarbij en in de erop volgende jaren volledig verloren. De herbouw van de kerk vond tussen 1956 en 1963 plaats. De buitengevels werden in de oorspronkelijke stijl herbouwd, het interieur daarentegen werd in gewijzigde vorm hersteld.
Het godshuis werd in 1999 na een restauratie opnieuw geopend.

## Kerkgemeente
Met een ledental van 150.000 behoorde de kerkgemeente tijdens de bouw van de kerk tot de grootste christelijke congregaties ter wereld. Met de bouw van de Berlijnse Muur in 1961 vond er een scheuring plaats in de gemeente. De kerk, eerder het geografische middelpunt van de dichtbevolkte wijk Luisenstadt, kwam nu aan de stadsrand van West-Berlijn te liggen. De moeilijke sociale verhoudingen in Kreuzberg hadden ook hun weerslag op de congregatie, die bij het kraken van woningen in de jaren 80 een actieve rol speelde.